# Peugeot 206 Escapade
O 206 Escapade é uma versão da 206 SW com leves detalhes de "off-road" desenvolvida especificamente para o mercado brasileiro. A exemplo de seus competidores não é equipado com tração nas quatro rodas, contando apenas com um vão livre em relação ao solo maior que o do modelo que o originou.